# II. András egri püspök
András (?–1305) magyar katolikus főpap.

## Élete
A Magyar Archontológiában 1275. április 3-ától választott, 1275. április 4. és 1305 között tényleges egri megyés püspök. Visszaadta a káptalannak elvett jószágait és jogait, távolabbi birtokait Eger környékiekre cserélte. 1291-ben a királynéi kancellári tisztet is betöltötte. 1299-ben III. András magyar királytól engedélyt szerzett arra, hogy joghatóságát – Monoszló Péter erdélyi püspök ellenében – kiterjeszthesse a máramarosrai területekre is. A máramarosi főesperesség csak egy évszázad múlva került vissza az erdélyi püspök joghatósága alá. 1301-től Vencelt támogatta. A Képes Krónika szerint tagja volt annak a főúri delegációnak, amely 1301 nyarán felkereste II. Vencelt, Cseh- és Lengyelország királyát, IV. Béla dédunokáját, hogy felkínálja a koronát azonos nevű 12 éves fiának, III. András Erzsébet nevű leánya jegyesének.

## Megjegyzés
Az egyik püspöki pecsétje 1297-ből, míg a másik 1299-ből maradt fenn.